# 三根郡
- 令制国一覧 > 西海道 > 肥前国 > 三根郡
- 日本 > 九州地方 > 佐賀県 > 三根郡

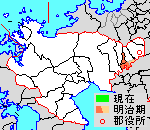
佐賀県三根郡の位置（薄黄：後に他郡に編入された区域）

三根郡（みねぐん）は、佐賀県（肥前国）にあった郡。

## 郡域
1878年（明治11年）に行政区画として発足した当時の郡域は、下記の区域にあたる。
- 三養基郡上峰町の全域
- 三養基郡みやき町の一部（江口、西島以南）

## 歴史

### 古代
三根郡は、古くは『肥前国風土記』『延喜式』などに見えて、『和名抄』では「岑」と記す。郡名の由来は『肥前国風土記』に景行天皇が神埼郡三根村付近を行幸の際にこの地で安眠することができたので「御寝」（みね）の意から三根村の名がおこり、海部直鳥が三根村を含む地域を神埼郡から三根郡を分郡を願い出て、そのさいに三根村が郡名になった。
神亀元年（724年）に創建された千栗八幡宮は、当郷の鎮守であったと思われる。また、宇佐神宮の別宮となったとみられ、以後その五所別宮の一として崇敬を受けた。

#### 郷
「肥前国風土記」「延喜式」によると、漢部（あやべ）、千栗（ちりく）、物部(もののべ)、米多（めた）、財部（たからべ）、葛木（かつらぎ）の6郷で、
- 漢部郷 … みやき町原古賀の綾部神社一帯に比定。
- 千栗郷 … みやき町千栗の千栗八幡宮一帯に比定。
- 物部郷 … みやき町板部の物部神社一帯に比定。
- 米多郷[3] … 上峰町前牟田の米多一帯に比定。
- 財部郷[4][5] … みやき町西尾付近に比定。
- 葛木郷 … みやき町天建寺の葛木神社一帯に比定。葛城部（葛城氏）が[1]移住した可能性が高い。

『肥前国風土記』によれば、推古天皇の時代に来目皇子が新羅に向かうときに、筑紫までに来て物部の若宮部に社を建てて物部郷と名付けた。また、来目皇子は渡来した忍海漢人に兵器を作らせた所が漢部郷だと伝わる。なお、米多郷の領域は、かつては筑志米多国造（都紀女加の後裔）が治めていた。
駅は1ヵ所「和名抄」によると、切山駅である。
『延喜式』神名帳に記される郡内の式内社。
Template:肥前国三根郡の式内社一覧
| 神名帳     | 神名帳 | 神名帳 | 神名帳 | 比定社 | 比定社 | 比定社 | 集成 |
| 社名       | 読み   | 格     | 付記   | 社名   | 所在地 | 備考   | 集成 |
| ---------- | ------ | ------ | ------ | ------ | ------ | ------ | ---- |
| 凡例を表示 |        |        |        |        |        |        |      |

### 中世

#### 荘園と公領
『河上神社文書』の正応5年（1292年）の河上宮造営用途支配惣田数注文によると、
安楽寺御領（安楽寺天満宮）
- 米多荘 … 57丁3反

荘園分
- 矢俣保[8]…330丁
- 米多荘 … 34丁
- 中津隈荘 … 160丁
- 綾部荘 … 70丁

公田分
- 三根東郷 … 266丁2反1丈
- 三根西郷 … 393丁9反
- 寄人[9] … 68丁1反

とある。

#### 武家の勢力
鎌倉時代の主な在地領主は、綾部氏、板部氏などがある。
南北朝時代には、足利尊氏により一色範氏が九州探題に任命された。補佐として、綾部城に仁木義長、千栗城に上野頼兼を置いた。一色氏は、南朝の菊池氏と綾部、千栗をめぐって争っている。
室町時代の主な勢力は、九州探題の渋川氏と少弐氏の一族の馬場氏、横岳氏がある。
- 綾部城…元は綾部氏の居城。渋川満頼が拠点して以降、渋川氏の居城に。後に、馬場頼周が渋川氏から城を奪う。支城に白虎山城、臥牛城などがある。
- 西島城 …文安元年（1444年）までに横岳頼房が築いた。横岳氏5代の居城。

戦国時代の元亀3年（1572年）に、龍造寺隆信が東肥前の経略のために姉川城の姉川信安を米田に移した。姉川氏は横岳氏から奪った知行の米田村100町を与えられて、三根・養父郡の守りにつけた。また同年、崎村城の犬塚家広を中津隈城に移した。

### 近世
江戸時代に全域が佐賀藩領になり、郡内の16村のうち蓑原村、原古賀村、白壁村、東尾村、中津隈村の5村を東方の養父郡に編入した。そのため、「旧高旧領取調帳」の記載によると、佐賀藩領の同郡は、坂口村、天建寺村、西島村、江迎村、堤村、坊所村、前牟田村、市武村、東津村、寄人村、江口村が存在している。（11村）
上峰町坊所には「国家老」である姉川鍋島家（坊所鍋島家）（藩主一族・佐賀藩内5051石（物成2021石）・重臣）の所領がある。

### 近世以降の沿革
- 明治初年時点では肥前佐賀藩領であった。（11村）
- 明治4年
  - 7月14日（1871年8月29日） - 廃藩置県により佐賀県（第1次）の管轄となる。
  - 11月14日（1871年12月25日） - 第1次府県統合により伊万里県の管轄となる。
- 明治5年5月29日（1872年7月4日） - 佐賀県（第2次）の管轄となる。
- 明治9年（1876年）
  - 4月18日 - 第2次府県統合により三潴県の管轄となる。
  - 8月21日 - 長崎県の管轄となる。

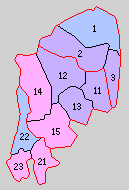
21.南茂安村 22.上峰村 23.三川村（桃：三養基郡みやき町 青：合併なし 1 - 3は基肄郡 11 - 15は養父郡）

- 明治11年（1878年）10月28日 - 郡区町村編制法の長崎県での施行により、行政区画としての三根郡が発足。「基肄養父三根郡役所」が養父郡轟木村に設置され、同郡・基肄郡とともに管轄。
- 明治16年（1883年）5月9日 - 佐賀県（第3次）の管轄となる。
- 明治22年（1889年）4月1日 - 町村制の施行により、以下の各村が発足。（3村）
  - 南茂安村 ← 西島村、坂口村、天建寺村（現・三養基郡みやき町）
  - 上峰村 ← 坊所村、前牟田村、堤村、江迎村（現・三養基郡上峰町）
  - 三川村 ← 市武村、寄人村、東津村（現・三養基郡みやき町）
  - 江口村が三根郡北茂安村の一部となる。
- 明治29年（1896年）4月1日 - 「基肄養父三根郡役所」の管轄区域をもって三養基郡が発足。同日三根郡廃止。

## 行政
長崎県基肄・養父・三根郡長
| 代 | 氏名 | 就任年月日                 | 退任年月日               | 備考         |
| -- | ---- | -------------------------- | ------------------------ | ------------ |
| 1  |      | 明治11年（1878年）10月28日 |                          |              |
|    |      |                            | 明治16年（1883年）5月8日 | 佐賀県に移管 |

佐賀県基肄・養父・三根郡長
| 代 | 氏名 | 就任年月日               | 退任年月日                | 備考                                   |
| -- | ---- | ------------------------ | ------------------------- | -------------------------------------- |
| 1  |      | 明治16年（1883年）5月9日 |                           |                                        |
|    |      |                          | 明治29年（1896年）3月31日 | 基肄郡・養父郡との合併により三根郡廃止 |